# Lilla-Perstabbe
Lilla-Perstabbe är en sjö i Ljusdals kommun i Hälsingland och ingår i Ljusnans huvudavrinningsområde.